# Wesselie
Wesselie (gebräuchliche Transliteration Veselie, bulgarisch Веселие) ist ein Dorf im südöstlichen Teil von Bulgarien. Es liegt in der Gemeinde Primorsko in der Provinz Burgas. Seit 2013 ist der Ort Namensgeber für den Wesselie-Gletscher in der Antarktis.